# Cola digitata
Cola digitata är en malvaväxtart som beskrevs av Maxwell Tylden Masters. Cola digitata ingår i släktet Cola och familjen malvaväxter. Inga underarter finns listade i Catalogue of Life.